# Mami Ueno
Mami Ueno (jap. 上野 真実, Ueno Mami; * 27. September 1996 in Kumamoto) ist eine japanische Fußballspielerin.

## Karriere

### Verein
Sie begann ihre Karriere bei Ehime FC.

### Nationalmannschaft
Mit der japanischen U-20-Nationalmannschaft qualifizierte sie sich für die U-20-Weltmeisterschaft der Frauen 2016.
Ueno absolvierte ihr erstes Länderspiel für die japanischen Nationalmannschaft am 9. April 2017 gegen Costa Rica. Insgesamt bestritt sie drei Länderspiele für Japan.

## Errungene Titel
- U-20-Weltmeisterschaft Torschützenkönig: 2016